# Fußball-Verbandsliga Mecklenburg-Vorpommern (Frauen)
Die Verbandsliga Mecklenburg-Vorpommern ist die höchste Spielklasse auf dem Gebiet des Landesfußballverbands Mecklenburg-Vorpommern. Seit Einführung der 2. Frauen-Bundesliga zur Saison 2004/05 stellt die Verbandsliga die vierthöchste Spielklasse im deutschen Ligensystem der Frauen dar.
Die Zahl der Mannschaften ist nicht streng festgesetzt und schwankte bisher zwischen sechs und zwölf Mannschaften. Der Höchststand von zwölf Mannschaften wurde dabei in der Saison 2009/10 getroffen. Die Mannschaften spielen gegen jeden Verein in einem Heim- und Auswärtsspiel, welche sich auf eine Hin- und Rückrunde verteilen. Von 2014 bis 2019 spielten die Vereine innerhalb einer Saison dreimal gegeneinander. Die Saisons 2019/20 und 2020/21 wurden aufgrund der COVID-19-Pandemie vorzeitig abgebrochen.

## Teilnehmende Mannschaften 2025/26
In der kommenden Saison spielen folgende Vereine in der Verbandsliga:
- Greifswalder FC
- Lübzer SV
- 1. FC Neubrandenburg 04
- F.C. Hansa Rostock II
- Rostocker FC
- FSV 02 Schwerin
- TSV 1860 Stralsund
- Penzliner SV (E)
- HSG Warnemünde

(E) – Eingliederung

## Meister

### Liste der Meister
In der letzten Saison als dritthöchste Spielklasse wurden 2003/04 der PSV Rostock (Nord/Ost) und der MSV Lübstorf (West) Sieger der beiden Verbandsligastaffeln. Seitdem die Verbandsliga die vierthöchste Spielklasse darstellt, wurden folgende Mannschaften Meister beziehungsweise Staffelsieger:
- 2004/05: TSV Goldberg
- 2005/06: SV Hafen Rostock 61
- 2006/07: FSV 02 Schwerin
- 2007/08: FSV 02 Schwerin
- 2008/09: SV Hafen Rostock 61
- 2009/10: FSV 02 Schwerin
- 2010/11: SV Hafen Rostock 61
- 2011/12: 1. FC Neubrandenburg 04
- 2012/13: SV Hafen Rostock 61
- 2013/14: Rostocker FC
- 2014/15: FSV 02 Schwerin
- 2015/16: Rostocker FC
- 2016/17: Rostocker FC
- 2017/18: FSV 02 Schwerin
- 2018/19: 1. FC Neubrandenburg 04
- 2019/20: Rostocker FC (1)
- 2020/21: HSG Warnemünde (1)
- 2021/22: HSG Warnemünde
- 2022/23: HSG Warnemünde
- 2023/24: F.C. Hansa Rostock
- 2024/25: F.C. Hansa Rostock II

### Rekordsieger
| Platz | Verein                  | Titel | Jahre                        |
| ----- | ----------------------- | ----- | ---------------------------- |
| 1.    | FSV 02 Schwerin         | 5     | 2007, 2008, 2010, 2015, 2018 |
| 2.    | SV Hafen Rostock 61     | 4     | 2006, 2009, 2011, 2013       |
| 2.    | Rostocker FC            | 4     | 2014, 2016, 2017, 2020       |
| 4.    | HSG Warnemünde          | 3     | 2021, 2022, 2023             |
| 5.    | F.C. Hansa Rostock      | 2     | 2024, 2025 (a)               |
| 5.    | 1. FC Neubrandenburg 04 | 2     | 2012, 2019                   |
| 7.    | TSV Goldberg            | 1     | 2005                         |
| 7.    | MSV Lübstorf            | 1     | 2004                         |
| 7.    | PSV Rostock             | 1     | 2004                         |

## Meister der Juniorinnen
| Saison   | B-Juniorinnen                       |
| -------- | ----------------------------------- |
| 2006/07  | FFV Neubrandenburg                  |
| 2007/08  | SV Hafen Rostock 61                 |
| 2008/09  | FFV Neubrandenburg (2)              |
| 2009/10  | 1. FC Neubrandenburg 04 (3)         |
| 2010/11  | FSV 02 Schwerin                     |
| 2011/12  | 1. FC Neubrandenburg 04 II          |
| 2012/13  | 1. FC Neubrandenburg 04 (C I)       |
| 2013/14  | 1. FC Neubrandenburg 04 (C I) (2)   |
| 2014/15  | 1. FC Neubrandenburg 04 (C I) (3)   |
| 2015/16  | 1. FC Neubrandenburg 04 (C I) (4)   |
| 2016/17  | FSV 02 Schwerin (2)                 |
| 2017/18  |                                     |
| 2018/19  |                                     |
| 2019/20* | FSV 02 Schwerin (3)                 |
| 2020/21* | TSV 1860 Stralsund                  |
| 2021/22  | SG Nossentiner Hütte / Penzliner SV |
| 2022/23  | 1. FC Neubrandenburg 04 (C I) (5)   |
| 2023/24  | 1. FC Neubrandenburg 04 (4)         |
| 2024/25  | 1. FC Neubrandenburg 04 (5)         |

- Abbruch wegen der COVID-19-Pandemie